# Henckelia lachenensis
Henckelia lachenensis là một loài thực vật có hoa trong họ Tai voi (Gesneriaceae). Loài này có ở khu vực ven Himalaya, bao gồm Bhutan, Ấn Độ (Assam, Sikkim), miền bắc Myanmar, Trung Quốc (Vân Nam). Nó được Charles Baron Clarke mô tả khoa học đầu tiên năm 1883 dưới danh pháp Chirita lachenensis. Năm 2011, D.J.Middleton & Mich.Möller chuyển nó sang chi Henckelia.
Tính từ định danh lachenensis được đặt theo địa danh nơi thu hái mẫu vật là Lachen, Sikkim, Ấn Độ.
Danh pháp Chirita clarkei là nom. illeg. vì nó là tên dư thừa theo điều 52 của Đại hội Thực vật học Quốc tế (IBC) khi được đặt muộn hơn cho cùng một mẫu vật gốc (Chirita sp. N. 27, Herb. Ind. Or. Hook, f. et T. Thoms.).